# 本托尼亞 (密西西比州)
本托尼亞（英語：Bentonia）是位於美國密西西比州亞祖縣的城鎮。

## 人口
根據2020年美國人口普查的數據，本托尼亞的面積為3.69平方千米，皆為陸地。當地共有人口319人，而人口密度為每平方千米86人。